# グアビアーレ県
グアビアーレ県（グアビアーレけん、スペイン語: Departamento del Guaviare、スペイン語発音: [ɡwaˈβjaɾe]）は、コロンビアの南中部地方にある県。県都はサンホセ・デル・グアビアーレである。
もとは政府の直轄地で、1977年12月23日にバウペス直轄地から分立した。その後、「コロンビア1991年憲法」で州に昇格した。
県内には1988年に初めてその存在が明るみに出た、先住民族のヌカク族がいる。

## 隣接する県
- メタ県
- ビチャーダ県
- グアイニア県
- バウペス県
- カケタ県

## 下位行政区
県は下記の4市から成る（アルファベット順）。
1. カラマール市 (Calamar)
2. エル・レトルノ市 (El Retorno)
3. ミラフローレス市 (Miraflores)
4. サンホセ・デル・グアビアーレ市 (San José del Guaviare) - 県都

県の地図。赤点は各市の市庁所在地を示す。図中の数字は上記リストの番号に対応している